# 笠岡市議会
笠岡市議会（かさおかしぎかい）は、岡山県笠岡市に設置されている地方議会である。2024年4月7日告示、4月14日投票・開票、現職12人、元職1人、新人7人が当選した。

## 概要
- 定数：20人[3]
- 任期：2024年4月29日 - 2028年4月28日
- 議長：大月隆司（無所属）[4][5]
- 副議長：大本邦光（公明党）[4][5]
正副議長は申し合わせで2年交代[4]

## 会派
（2024年4月29日更新）
- 創政みらい（5人）
- 讃志会（3人）
- いぶき（2人）
- 公明党（2人）
- むすびの会（2人）
- アップデートかさおか（諸派）（1人）
- 共創笠岡（諸派）（1人）
- 青嵐会（諸派）
- 参政党（諸派）（1人）
- 日本共産党（諸派）（1人）
- 万福会（諸派）（1人）

## 委員会
（2024年5月17日更新）
- 常任委員会
  - 総務文教委員会（定数10人）
  - 厚生産業委員会（定数10人）
- 議会運営委員会（定数8人）

## 議員報酬
- 月額[8]
  - 議長：月額 557,000円
  - 副議長：月額 493,000円
  - 議員：月額 450,000円
- 期末手当：6月1日及び12月1日（基準日）[9]
- 政務活動費：交付額 月額45,000円[10]

## 議会だより
- 市議会かさおか（年4回発行）発行：笠岡市議会

## 議会定数
| 投開票日      | 定数 | 立候補者 | 投票率  |
| ------------- | ---- | -------- | ------- |
| 2008年4月20日 | 24   | 25       |         |
| 2012年4月15日 | 22   | 24       |         |
| 2016年4月17日 | 22   | 26       |         |
| 2020年4月19日 | 20   | 22       | 55.64％ |
| 2024年4月14日 | 20   | 24       | 63.07％ |

## 歴代議長
- 中岡豊治郎
- 坂本輝太郎
- 黒田照太
- 藤井伊三郎
- 黒田照太
- 内田健児
- 岡田伸志
- 明石和巳
- 大山友久
- 菅本國一
- 赤瀬光
- 明護教人
- 山本憲二
- 安藤輝通
- 栗尾順三
- 幡司勝治
- 馬越昭二
- 小山明正
- 三好孝一
- 石田英人
- 山本健三
- 天野喜一郎
- 山本俊明
- 森岡聰子
- 金藤照明
- 栗尾順三
- 藤井義明
- 第46代議長：妹尾博之（笠栄会（諸派））
- 第47代議長：大月隆司（無所属）

## 沿革
- 1952年 - 小田郡の2町（笠岡町・金浦町）が合併し市制施行し笠岡市が成立。笠岡市議会、発足。
- 2023年6月26日、市議会本会議で採決された条例改正案について、過半数の議員が否決に賛成したにもかかわらず、議長の宣告間違いで可決として扱われるミスがあり、閉会後に発覚した[11]。
- 2023年11月29日、市議会は市長や議員などを対象としたハラスメント防止条例案をまとめた。市長や議員を対象にした条例は中国地方の市では初めてとなった[12]。
- 2023年7月8日、栗尾典子市議が無所属で立候補する意向を明らかにした[13]。
- 2024年4月7日告示、新人で元笠岡市議会議員の栗尾典子と現職の小林嘉文がそれぞれ無所属で笠岡市長選挙に立候補した[14][15][16]。
- 2024年4月14日、市議選投開票され、最下位には2人が同得票数で並び[2]、市選挙管理委員会は2人を開票会場の市民体育センターに呼び寄せ、市議選初の「くじ引き」で当選者を決め、奥野泰久（無所属、現職）が12回目の当選となった[17]。
- 2024年4月14日、笠岡市長選は投開票され、栗尾典子（前市議、無所属新人）が一騎打ちした現職・小林嘉文市長を破り、初当選した。笠岡市初の女性市長となった[18][19][20]。市長選の投票率は63.08％[21]。